# 埃德大师和他的普木克

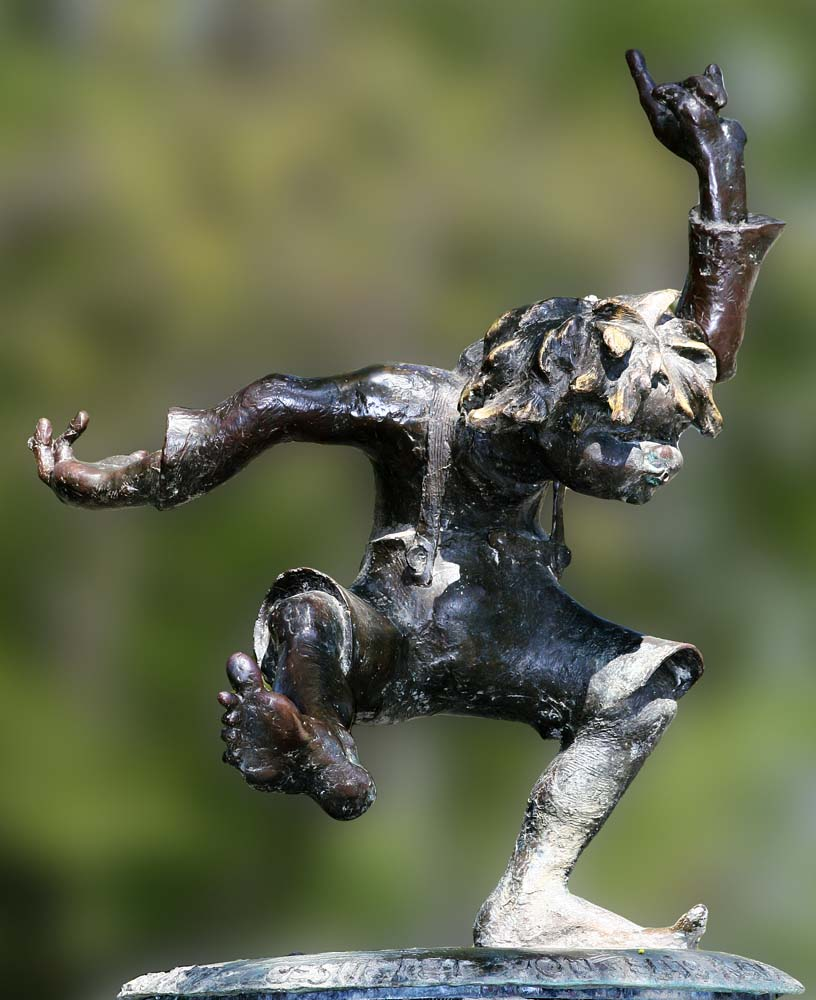
在慕尼黑卢特波特公园的普木克雕像

埃德师傅和他的普木克（英語：Master Eder and his Pumuckl）是德國作家爱丽丝·考特创作的儿童系列故事書，1961年巴伐利亚电台的播出了該作品的广播剧，此故事后来被改编為书籍、同名电视剧、三部电影以及一部音乐剧。

## 历史

### 1961年：广播剧
廣播劇第一集在1962年2月21日于巴伐利亚广播电台播出，最后一集于1973年12月30日播出。節目共90集。